# Меткалф, Джесси
Джесси Меткалф (англ. Jesse Metcalfe; род. 9 декабря 1978) — американский телевизионный актёр, наиболее известный по ролям Джона Роуленда в сериале «Отчаянные домохозяйки», Мигеля Лопеса-Фитцджеральда в дневной мыльной опере «Страсти» и Кристофера Юинга в прайм-тайм мыльной опере «Даллас».

## Ранние годы
Меткалф родился в долине Кармел, Калифорния, в семье Нэнси (в девичестве Демайо) и Джеффа Меткалфов. Его отец французского и итальянского, а мать итальянского и португальского происхождения. Меткалф, который подростком играл в разных баскетбольных лигах в Уотерфорде, Коннектикут, окончил школу Уилльямс в Нью-Лондоне, Коннектикут, а затем бросил учёбу в Нью-Йоркском университете, чтобы сделать карьеру режиссёра и сценариста.

## Карьера
В 1999—2004 годах Меткалф играл роль Мигеля Лопеса-Фитцджеральда в мыльной опере канала NBC «Страсти». В конце 2003 года и начале 2004 года он появился в двух эпизодах сериала «Тайны Смолвиля» в роли Вана Макналти. В 2004 году Меткалф сыграл подростка-садовника в сериале канала ABC «Отчаянные домохозяйки», в котором его персонаж имел тайные любовные отношения с домохозяйкой Габриэль Солис в исполнении Евы Лонгории. В ноябре 2004 года USA Today назвала его «горячим секс-символом». Персонаж Меткалфа периодически появлялся в сериале вплоть до 2009 года.
Свою первую роль в кино Меткалф сыграл в фильме «Сдохни, Джон Такер!», в котором его партнёрами были Ашанти, София Буш и Бриттани Сноу. В 2008 году он сыграл роль Джека в психологическом триллере «Пожираемые заживо», получившем негативные отзывы критиков. Затем он снялся в роли Гренджера Вудруффа в американо-индийском фильме «На другом конце провода». В 2009 году он снялся вместе с Эмбер Тэмблин и Майклом Дугласом в ремейке фильма 1956 года «За пределами разумного сомнения», снятом режиссёром Питером Хайамсом. В 2010 году Джесси снялся в фильме «Измученный», сыграв роль отца, чьего ребёнка убил маньяк.
С 2012 по 2014 год Меткалф снимался в телесериале «Даллас». В ходе всего периода съёмок в шоу Меткалф получал негативные отзывы от критиков, и его персонаж был убит в финале третьего сезона.

## Личная жизнь
Начиная с 2006 года Меткалф встречался с вокалистской группы Girls Aloud Надин Койл, с которой расстался в апреле 2007 года. В 2008 году начал встречаться с актрисой и моделью Карой Сантаной, которой сделал предложение в августе 2016 года.

## Фильмография
| Год       |    | Русское название                      | Оригинальное название                     | Роль                      |
| --------- | -- | ------------------------------------- | ----------------------------------------- | ------------------------- |
| 1999—2004 | с  | Страсти                               | Passions                                  | Мигель Лопес-Фитцджеральд |
| 2003      | тф | 44 минуты: Бойня в северном Голливуде | 44 Minutes: The North Hollywood Shoot-Out | человек в униформе        |
| 2003—2004 | с  | Тайны Смолвиля                        | Smallville                                | Ван Макналти              |
| 2004—2009 | с  | Отчаянные домохозяйки                 | Desperate Housewives                      | Джон Роуланд              |
| 2006      | ф  | Сдохни, Джон Такер!                   | John Tucker Must Die                      | Джон Такер                |
| 2007      | ф  | На другом конце провода               | The Other End of the Line                 | Гренджер Вудрафф          |
| 2008      | ф  | Под кайфом                            | Loaded                                    | Тристан Прайс             |
| 2008      | в  | Пожираемые заживо                     | Insanitarium                              | Джек                      |
| 2009      | ф  | Разумное сомнение                     | Beyond a Reasonable Doubt                 | Си Джей Николас           |
| 2010      | тф | Дорога Фэрфилд                        | Fairfield Road                            | Ноа Макманус              |
| 2010      | ф  | Измученный                            | The Tortured                              | Крейг                     |
| 2010—2011 | с  | Преследование                         | Chase                                     | Люк Уотсон                |
| 2012—2014 | с  | Даллас                                | Dallas                                    | Кристофер Юинг            |
| 2014      | с  | Две девицы на мели                    | 2 Broke Girls                             | Себастиан                 |
| 2015      | ф  | Восставшие мертвецы                   | Dead Rising                               | Чейз Картер               |
| 2015      | тф | Свадьба в стиле кантри                | A Country Wedding                         | Брэдли                    |
| 2016      | ф  | Бог не умер 2                         | God’s Not Dead 2                          | Том Эндлер                |
| 2016      | ф  | Восставшие мертвецы: Конец игры       | Dead Rising: Endgame                      | Чейз Картер               |
| 2016      | ф  | Обречённые                            | Destined                                  | Дилан Холдер              |
| 2016—2021 | с  | На Чесапикских берегах                | Chesapeake Shores                         | Трейс Райли               |
| 2017      | тф | Рождество по соседству                | Christmas Next Door                       | Эрик Редфорд              |
| 2018      | ф  | План побега 2                         | Escape Plan 2: Hades                      | Люк                       |
| 2018      | ф  | Девятый пассажир                      | The Ninth Passenger                       | Брейди                    |
| 2019      | тф | Рождество под звёздами                | Christmas Under the Stars                 | Ник                       |
| 2020      | ф  | Приказано: Уничтожить                 | Hard Kill                                 | Дерек Миллер              |
| 2020      | ф  | —                                     | In Stranger Company                       | Ричи Хауэлл               |
| 2021      | с  | Расследования на Мартас-Винъярде      | Martha’s Vineyard Mysteries               | Джефф Джексон             |
| 2021      | ф  | Крепость                              | Fortress                                  | Пол                       |
| 2022      | ф  | Крепость 2: Глаз снайпера             | Fortress: Sniper’s Eye                    | Пол                       |

## Награды и номинации
| Год  | Награда            | Категория                           | Название работы       | Результат |
| ---- | ------------------ | ----------------------------------- | --------------------- | --------- |
| 2000 | Обзор мыльных опер | Ведущая молодая звезда              | Страсти               | Номинация |
| 2005 | Teen Choice Awards | Лучший телевизионный актёр: Комедия | Отчаянные домохозяйки | Номинация |
| 2005 | Teen Choice Awards | Лучший исполнитель: Мужчина         | Отчаянные домохозяйки | Победа    |